# Formsand

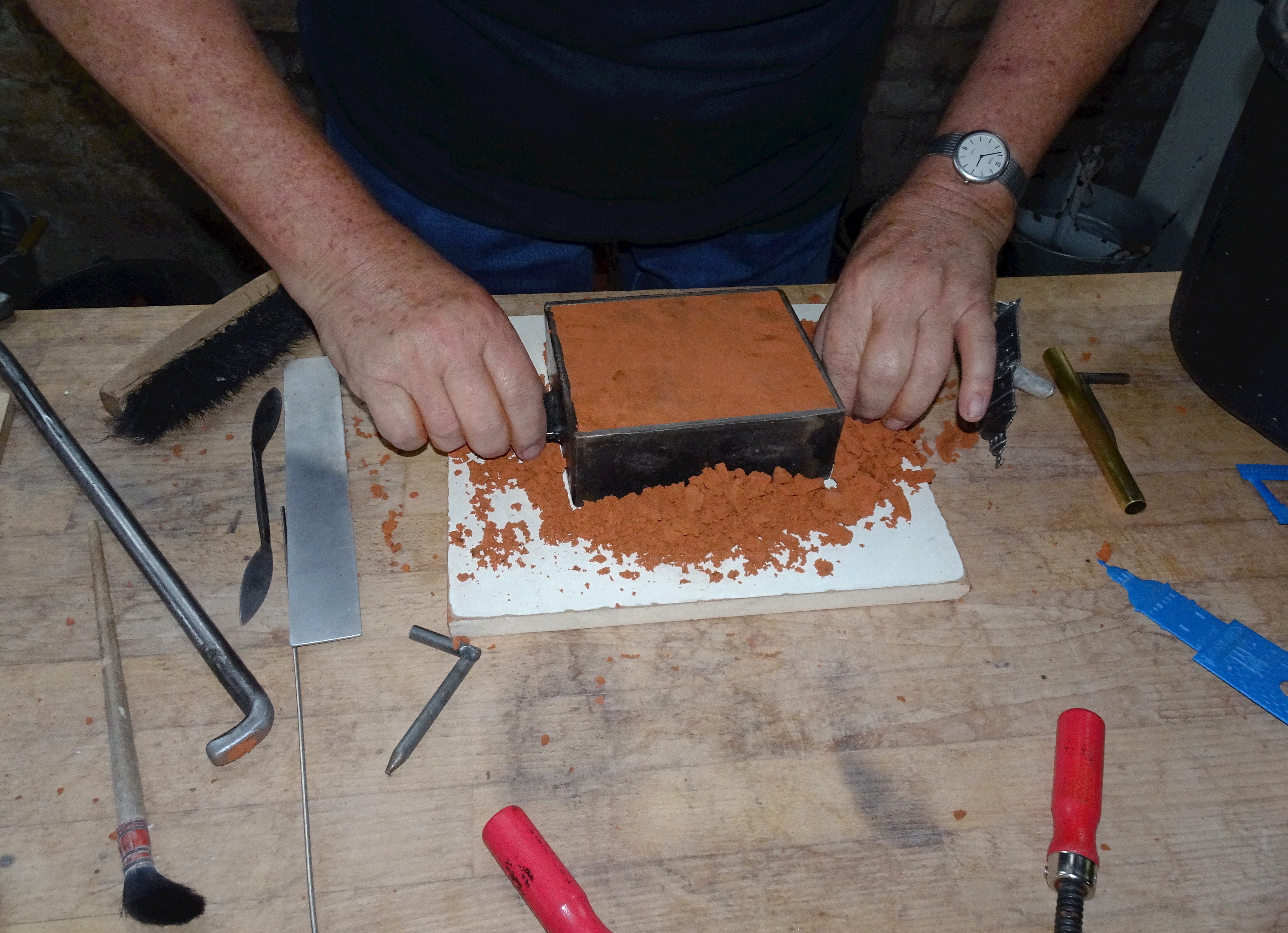
Formsand fylls i en gjutform.

Formsand används vid gjutning av metall i formar. Den består av kvartssand som blandats med lera i varierande mängd för att öka dess styrka, seghet och genomsläppningsförmåga. Man skiljer mellan råsand med mindre än 10 % lera, torrsand med upp till 20 % lera och lersand med mer än 20 % lera. Inblandning av kolpulver kan göras för att hindra sanden från att bränna fast vid gjutgodset.
Mager formsand används, då formen skall tjänstgöra i fuktigt tillstånd (råsandformning), medan fet (lerrik) formsand väljs, då formen före gjutningen skall torkas (torrsandformning). Det förra formsättet är vanligare, det senare kommer till användning, då större noggrannhet erfordras.

## Kvalitetskontroll
Råsand består av basisk sand (skalsand), bentonit eller annat bindemedel, kol- eller beckpulver, och främmande partiklar. Sandens erforderliga egenskaper kan inte enhetlig bestämmas för alla gjuterier och gjutgods som sådana, men specifikationerna kan ändå från fall till fall ställas upp för att uppnå minimal andel kassation. 
En grundläggande uppsättning av parametrar för sådana test är:
- 1. Finhetsnummer (kornstorlek / AFS-nummer) av grundsanden.
- 2. Fukthalt i blandningen (sträcker sig från 2-7 % beroende på gjutmetod).
- 3. Permeabilitet (förmåga att i kompakterad form låta luft passera genom sanden).
- 4. Totalt lerhalt (partikelhalt).
- 5. Aktivt lerinnehåll (förekomst av aktiv bentonit / lera som kan tillgodose bindning).
- 6. Tryckhållfasthet.